# 並河萬里
並河 萬里（なみかわ ばんり、1931年10月29日 - 2006年5月7日）は、日本の写真家。並河亮の子。

## 来歴
東京出身。第二次大戦中、疎開で島根県松江市に住む。
明星学園高等部卒。日本大学芸術学部写真学科を卒業後、世界的遺跡の写真を取り続けた。
2006年5月7日に肺がんのため死去した。74歳没。代表作に写真集『シルクロード』があり、シルクロードを軸として世界の遺跡を撮り続けた世界的写真家。

## 受賞歴
- 1966年　フランクフルト写真集団特別賞受賞
- 1967年　スペイン写真文化賞受賞
- 1968年　グワダラハラ市文化功労賞受
- 1969年　スペイン騎士十字章受章
- 1970年　メキシコ合衆国名誉勲章受勲
- 1971年　日本写真協会第21回年度賞受賞
- 1972年　イラン王室文化章受章
- 1973年　トルコ共和国文化功労章受章
- 1974年　トルコ共和国科学文化賞受賞

## 著書
- 地中海歴史の旅 並河亮共著 集英社 1967
- アルハンブラ宮殿 講談社 1970
- ダリウスの遺産 ペルシア・メソポタミア文明 写真 河出書房新社 1970
- ボロブドール 写真 平凡社 1971
- オリエントの文化遺産 1-3 写真 集英社 1972
- シルクロード文明 1-2 写真 光潮社 1972-73
- 幻のマヤ文明 メキシコの遺跡と文化遺産 写真 形象社 1972
- シルクロード 砂に埋もれた遺産 新人物往来社 1974
- パレスチナ 新人物往来社 1974、「パレスチナ　砂に沈む太陽」中公文庫 1991
- シルクロードの幻像 東西文明の接点トルコ 新人物往来社 1975　「東西文明の焦点トルコ」中公文庫 1986
- 壁画発見 日本人が見つけたアステカ文明 スポーツニッポン新聞社出版局 1975
- シルクロード 新潮社 1976
- 並河萬里 遺跡をゆく 全4集 学習研究社 1976-77
- 地中海の中のスペイン 玉川大学出版部 1977.4. 玉川選書
- 地中海神と人の世界 並河亮 写真 玉川大学出版部, 1978.1. 玉川選書
- 仏像のながい旅路 並河亮 写真 玉川大学出版部 1978.4. 玉川選書
- 砂漠の華トルコタイルの花唐草 文化出版局 1979.10
- 太陽と戦場のシルクロード カメラ紀行 新潮選書 1979.5.
- 走れ、青まめ シルクロードだより 並河彩共著 新人物往来社 1979.11
- シルクロード二十五年 並河萬里写真集 講談社 1980.6
- シルクロードのアクセサリー 砂漠の華 文化出版局 1980.3
- ペルシアのやきもの 砂漠の華 文化出版局 1980.3
- シルクロード25年 並河萬里写真展実行委員会 c1981
- 隊商都市 写真集 新潮社 1981.9
- メキシコ時間のない国 新潮選書 1981.8
- 太陽に染まる紋様 パレスチナの民族衣装 文化出版局 1982.6
- ガンダーラ 並河万里写真集 岩波書店 1984.7
- 讃岐の秘宝 平凡社 1985.1
- 日本回廊 並河萬里作品集 小学館 1985.10
- イスファハン グラフィック社 1986.5
- 地平線光と影 失われゆく文化遺産を求めて35年 日本テレビ放送網 1988.3
- 秘宝・草原のシルクロード 並河萬里写真集 講談社 1991.5
- いのち イスラムの世界のなかで リベロ 1996.5
- 女神たち イスラム世界のなかで リベロ 1996.5
- 出雲 神々の座　六耀社 2014

## 出演していたテレビ番組
- TBSテレビ
  - 日曜特集・新世界紀行（リポーター）
  - 世界まるごとHOWマッチ（ゲスト解答者）